# 島津久長 (豊州家)
島津 久長（しまづ ひさなが、? - 天保5年6月18日（1834年7月24日））は、江戸時代後期の薩摩藩士。父は島津久中。島津斉興に仕える。島津豊州家14代目で家格一所持。私領は薩摩国黒木。諱は久長。通称は初め藤次郎、後に内膳、丹波に改称。家老まで進む。また、大隅国内之浦郷や大崎郷、小根占郷、日向国高崎郷地頭を務める。

## 経歴
『文化朋党実録』に「島津藤次郎」として登場し、文化5年（1808年）1月26日に小姓組頭番頭であった久長は用人勤めを命じられ、同年6月に樺山久言の親類に家老頴娃信濃の令達を伝えている。
文政9年（1826年）5月28日に家老となり、家老就任中に死去する。家督は子の島津久宝が継承した。

## 年譜
（月日は旧暦）
- 文化6年（1809年）1月11日：内之浦郷地頭に就任。
- 文政2年（1819年）10月17日：内之浦郷地頭から大崎郷地頭に転じる。
- 文政7年（1824年）12月30日：大崎郷地頭から小根占郷地頭に転じる。
- 文政9年（1826年）11月28日：小根占郷地頭から高岡郷地頭に転じる。

## 系譜
- 父：島津久中
- 母：不詳
- 妻：島津久大の娘
  - 男子：島津久宝